# Xyzzors inglisi
Xyzzors inglisi is een rondwormensoort uit de familie van de Cyatholaimidae.